# Mathias Baux
Mathias Baux aus Mennekrath (geb. vor 1538; gest. nach 1576) war Stadtschreiber, Bürgermeister und Chronist in Erkelenz, gelegen im Herzogtum Geldern.

## Herkunft und Karriere
Abseits seiner Werke ist über Mathias Baux nur wenig überliefert, um ihn als historische Persönlichkeit greifbar zu machen. Nach eigener Aussage stammt er aus der zu Erkelenz gehörigen Ortschaft Mennekrath. In den Quellen fassbar wird er freilich erstmals mit einem Hof in Bellinghoven (ebenfalls zu Erkelenz gehörig) in einem Lehnsregister des Aachener Marienstifts für das Jahr 1538, in der er bereits als secretarius aufgeführt wird. In der städtischen Urkundenüberlieferung taucht Baux dagegen erstmals 1544 und letztmals 1558 als secretarius auf. 1562/63 war er nach eigener Aussage in seiner Stadtchronik Bürgermeister. Ansonsten gibt Baux nur wenige und meist sehr knappe Hinweise auf seine eigene Biographie. So berichtet er, er habe den großen Stadtbrand von 1540 mit eigenen Augen gesehen, ebenso wie von einem großen Erdbeben 1569.
Ob der 1576 als Ratsverwandter belegte Matthias Buix mit dem Stadtschreiber und Chronisten identisch ist, kann nicht mit Sicherheit gesagt werden.

## Schriften
Neben den Urkunden und einem Kopiar über die Rentenverschreibungen der Stadt, die Baux in seiner Tätigkeit als secretarius schrieb, sind von ihm eine Sammlung Erkelenzer Statuar- und Gewohnheitsrechte sowie zwei in einem gemeinsamen Band aufgezeichnete Chroniken überliefert. Diese Schriften liegen im Stadtarchiv Erkelenz. Das Rechtsbuch befand sich um 1900 in Privatbesitz, nach 1945 wurde es der Archivberatungsstelle des Landschaftsverbandes Rheinland übergeben, kam 1952 als Depositum an das Stadtarchiv Aachen und wurde Januar 2017 an die Stadt Erkelenz weitergereicht.

### Rechtsbuch
Unter dem Titel Liber juris patriae hoc est, continens jura civilia oppidi nostri de Erklens hat Baux statuarische und wohl auch Gewohnheitsrechte der Stadt Erkelenz in niederfränkischer und lateinischer Sprache zusammengestellt. Es handelt sich also um ein klassisches Rechtsbuch, eine halboffizielle Zusammenstellung ohne erkennbaren herrschaftlichen Auftrag, das wohl vor allem Praktikern in Recht und Verwaltung als Hilfsmittel diente. Während der Ersteditor Joseph Maeckl noch die Ansicht vertrat, aus „verschiedenen Akten des Stadtarchivs“ sei „ersichtlich, daß das Buch der Stadt wiederholt als offizielle Rechtsquelle gedient hat, bis im Jahr 1620 das allgemeine Geldrische Landrecht an die Stelle des örtlichen Gewohnheitsrechts trat“ ist das von Janssen de Limpens zurückhaltender eingeschätzt worden.
Im Vorfeld des Stadtjubiläums 1976 war eine Faksimilierung des Rechtsbuchs ins Auge gefasst, aber dann nicht realisiert worden.

#### Editionen
- Joseph Maeckl, Das Stadtrecht von Erkelenz, in: Bijdragen en Mededelingen van het Vereeniging tot beoefening van Geldersche geschiedenis, oudheidkunde en recht 8 (1905), S. 319–448.
- Rechtsbronnen van het Gelders Overkwartier van Roermond (Werken der vereeniging tot uitgaaf der bronnen van het oud-vaderlandsche recht, ser. III, 16), hg. von K.J.Th. Janssen de Limpens, Utrecht 1965, S. 3–74 (löst die ungenügende von Maeckl ab).

### Chroniken
Baux’ bedeutendstes Werk sind seine beiden Chroniken: eine Chronik der Stadt Erkelenz sowie eine geldrische Landeschronik. Beide sind unikal überliefert in einer ledergebundenen Quarthandschrift, die noch immer im Stadtarchiv Erkelenz (Best. 1 C, Nr. 630) aufbewahrt wird. Sie besteht zum Teil aus Pergament, zum größten Teil aber aus Papier und hat einen Gesamtumfang von 148 Blatt (einschließlich leer gebliebener).
Entstanden ist der Chronikband vermutlich über einen längeren Zeitraum, abgeschlossen aber nicht vor 1569. Die späteren Einträge über die Jahre 1577 bis 1700 stammen erkennbar von mehreren anderen Händen. Verfasst sind beide Chroniken zu Teilen in niederdeutscher, zu nennenswerten Teilen aber auch in lateinischer Sprache, wobei diese Passagen wiederum wohl nur teilweise Inserate aus älteren Vorlagen (z. B. Urkunden) darstellen. Ferner hat Baux die Eigenart, ganze Teilsätze ohne erkennbaren Grund in Latein zu verfassen, um dann wieder in das Niederdeutsche zu verfallen.
Besonderen Wert gewinnt die Baux’sche Chronikhandschrift außerdem durch ihre kolorierten Federzeichnungen: Auf S. 2 den Geldrischen Drachen, auf S. 293 Erka, die legendarische Gründungsfigur der Stadt, sowie insgesamt 26 ganzseitige Wappenzeichnungen, die die geldrische Dynastie und das Stadtwappen zeigen.
Die Landeschronik (Oerspronck der voechten, grauen end hertochen mit oern chronyken des lants van Gelre) beginnt mit den legendarischen Ursprüngen des Landes Geldern im Jahr 877 do Carolus calvus keyser war (S. 48 = fol. 1r nach alter Foliierung) und folgt dann der Abfolge der jeweiligen Landesherrscher. Die Stadtchronik verwendet in nennenswertem Maße städtisches Verwaltungsschriftgut und gibt teils auch Abschriften von Urkunden und Inventaren. Darunter sind auch „alte Bücher“ und Schöffenurkunden, die heute nicht mehr vorhanden sind. Die Chronik erhält dadurch besonderen Wert für die Stadtgeschichte. Ob Baux auch auf das Stiftsarchiv von St. Marien in Aachen, aus dem er mehrere Abschriften einflicht, selbst oder nur mittelbar über in Erkelenz vorhandene Abschriften zurückgegriffen hat, muss vorerst offen bleiben.
Die literarischen Quellen der Baux’schen Chroniken bedürfen noch näherer Erforschung. Auf S. 261–263 (= fol. 110v-111v nach alter Foliierung) der Chronik schrieb Baux das 38-zeilige Reimgedicht Topographia siimul et Chronographia terre Geldr[ensis] et oppidi Ercklen[sis] des Erkelenzer Schöffen Johannes de Speculo („von Spiegel“) aus dem Jahre 1473 ab, das anderweitig nur noch in einer Pariser Abschrift erhalten ist. Für die geldrische Landeschronik kann außerdem die Kenntnis Johann Koelhoffs Cronica van der hilliger Stat Coellen (1497) plausibel gemacht werden. Möglicherweise hat er auch die Chroniken des Wilhelm van Berchen gekannt.

#### Teileditionen
- Die Chronik der Stadt Erkelenz, mitgeteilt von Gottfried Eckertz, in: Annalen des Historischen Vereins für den Niederrhein 5 (1857), S. 1–89 (nur die Stadtchronik; mit Umstellungen und Auslassungen ggb. dem Original).
- Geldersche kronieken, Bd. 1 (Werken van Gelre 5), hg. von P.N. van Doorninck, Arnhem 1904, S. 147–214 (nur die geldrische Landeschronik).

#### Edition
Mathias Baux. Chronik der Stadt Erkelenz und des Landes von Geldern, herausgegeben von Hiram Kümper in Zusammenarbeit mit Rudolf Bosch und Christoph Walther (Übersetzungen), Manuel Hagemann (Heraldik), Willi Wortmann (Stadthistorie Erkelenz) und einem Team am Historischen Institut  Mannheim sowie dem Heimatverein der Erkelenzer Lande e.V., 2 Bände, Erkelenz 2016, ISBN 978-3-9815182-9-0